# Szolidaritás (szociológia)
A szolidaritás a szociológiában közös, kölcsönös kötelesség- és segítségvállalás.
A meglévő közösség ösztönösen vagy tudatosan korlátoz bizonyos egyéni vagy csoportérdeket, hogy kölcsönös kötelesség- és segítségvállalást hozzon létre a közösségen belül vagy más közösségekkel. Indítéka a társadalmi egymásrautaltság, vagyis a közérdek. A keresztény kultúrában rokon fogalom a felebaráti szeretet. A francia forradalomban a „testvériség” jelszava bírt hasonló jelentéssel. A társadalmi (állami) segítségvállalás rendszerét a közjog szociális juttatásokkal biztosítja. Az egyének vagy csoportok ilyen célú önkéntes érdekcsoportba tömörülését a magánjog szabályozza. Itt a csoport segítségvállalása, bármelyik tagnál felmerülő előre meghatározott gond megoldása érdemi elv alapján történik.

## Gyakorlatban
Aki a másik embert szeretetre képes lénynek tekinti, annak számára magától értetődik a szolidaritás egyetemessége, vagyis, hogy azt mindenkivel kapcsolatban érvényesíteni kell. Szolidaritás elve meglelhető:
- a család belső működésében,
- a közterhek közös viselésében adó és járulék formájában,
  - oktatási költségek közös vállalásában a célcsoport számára,
  - a hátrányos helyzetű régió kiemelt központi támogatásában.

### A szociális és egyéb juttatások jogosultsági rendszere
Világszerte számtalan megoldás létezik a juttatások jogosultságának a megosztására.

#### Alanyi jogon
Mindenkinek járó juttatás. Ilyenek például a közegészségügy, a közoktatás, a családoknak járó szociális támogatás és az öregségi nyugdíj.

#### Rászorultság jogán
Közös segítségnyújtás a szociálisan rossz anyagi helyzetben lévőnek. A közösség segíti a szegényeket és a rokkantakat szociális segélyekkel, iskolai étkeztetéssel és taneszközökkel.

#### Érdemi elv jogán
Ebben az esetben a rendszerbe fizető tag kaphat jogosultságot a juttatásra, például nyugdíjra, táppénzre, munkanélküli-segélyre.